# Náměstí Míru (Rožnov pod Radhoštěm)
Náměstí Míru je náměstí v Rožnově pod Radhoštěm. Náměstí sousedí a zároveň se propojuje s Masarykovým náměstím, centrálním rožnovským náměstím.

## Popis
Náměstí se nachází v centru města na pomezí se sídlištěm Zahumení. Jedná se o náměstí čtvercového typu, jehož dominanta je budova pošty. Uprostřed náměstí se nachází čtvercová zatravněná plocha obležena živým plotem a stromem uprostřed.
Městem byly předloženy dosud nerealizované návrhy na rekonstrukci náměstí, která by měla spočívat v rozšíření parkovacích míst, úpravách vozovky a chodníků a vybudování městské tržnice mezi náměstím Míru a Masarykovým náměstím.

## Galerie
- Pohled na náměstí od ulice Bayerova
- Domy č.p. 1006–1008